# Ephedra boelckei
Ephedra boelckei là một loài thực vật hạt trần trong họ Ephedraceae. Loài này được F.A.Roig mô tả khoa học đầu tiên năm 1984.